# Cathrin Puhl

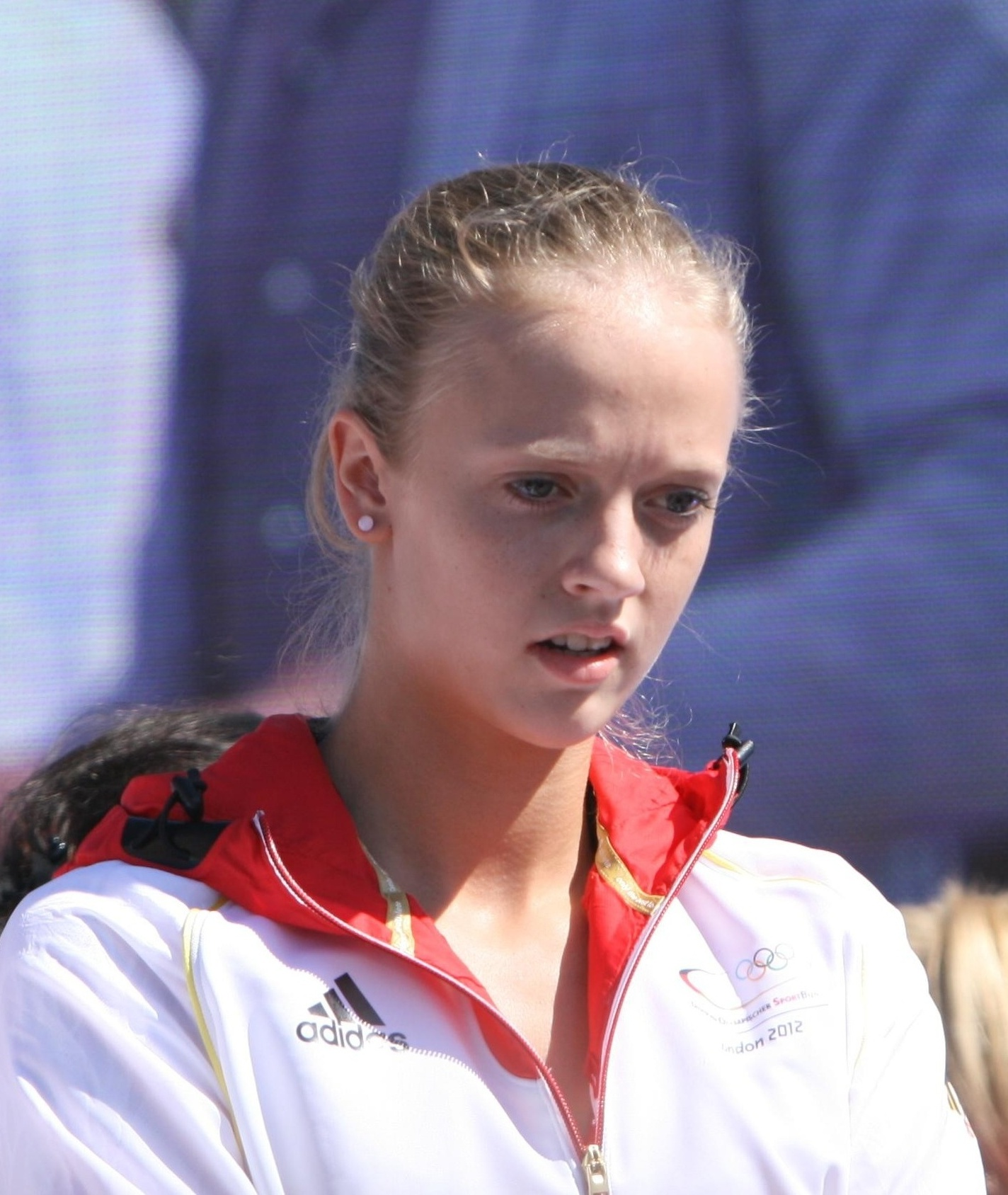
Cathrin Puhl beim Empfang der Olympioniken, 2012

Cathrin Puhl (* 4. April 1994 in Lebach) ist eine deutsche Rhythmische Sportgymnastin.
Cathrin Puhl trainierte am DTB-Nationalmannschaftszentrum Fellbach-Schmiden (Bundesleistungszentrum für Rhythmische Sportgymnastik und Sportinternat) und lebt in Dillingen sowie in Fellbach. Als Schülerin startete sie für den TV Rehlingen und wurde von Natalia Stsiapanava, Ekaterina Kotelikova und Vladimir Komkov trainiert. Ihr Spezialgerät sind die Keulen. Zunächst betrieb sie andere Sportarten, insbesondere Leichtathletik. Schon im Juniorenbereich gehörte sie dem Nationalkader an, mit dem sie 2009 in Baku Neunte wurde. Im Jahr darauf schaffte sie den nahtlosen Wechsel in den Leistungsbereich.
Erste internationale Meisterschaften bei den Frauen wurden die Europameisterschaften im Frühjahr 2010 in Bremen, bei denen Puhl mit Sara Radman, Camilla Pfeffer, Mira Bimperling, Karolina Raskina und Regina Sergeeva im Mannschaftswettkampf als Viertplatzierte hinter Russland, Italien und Belarus nur um einen Rang eine Medaille verpasste. Mit Pfeffer, Radman, Bimperling und Sergeeva wurde sie zudem Vierte in der Gruppe mit einem mit zwei Geräten. Im Herbst des Jahres folgten die Weltmeisterschaften in Moskau, bei denen Puhl mit Pfeffer, Radman, Bimperling und Sergeeva in der Mannschaft Achte sowie in derselben Besetzung jeweils Fünfte in den beiden Gerätegruppen wurde. Bei den Weltmeisterschaften ein Jahr später in Montpellier erreichte sie mit Pfeffer, Radman, Nicole Müller, Bimperling und Sergeeva den sechsten Rang im Gruppen-Mehrkampf sowie Platz sieben in der ersten und Platz fünf in der zweiten Gerätegruppe. Mit dem sechsten Rang qualifizierte sich das Team direkt für die Olympischen Sommerspiele 2012 in London. Vor den Spielen kam sie noch bei den Europameisterschaften 2012 in Nischni Nowgorod zum Einsatz. Im Gruppen-Mehrkampf erreichte sie mit Judith Hauser, Müller, Pfeffer, Radman und Bimperling den neunten Rang. Beim Olympischen Gruppen-Mehrkampf wurde sie Zehnte.